# غلوكسينية أرينية
غلوكسينية أرينية (الاسم العلمي:Gloxinia erinoides) هي نوع من النباتات تتبع جنس الغلوكسينية من الفصيلة الغزنرية.